# Deutsche Gesellschaft für Hals-Nasen-Ohren-Heilkunde, Kopf- und Hals-Chirurgie
Die Deutsche Gesellschaft für Hals-Nasen-Ohren-Heilkunde, Kopf- und Hals-Chirurgie e. V. (DGHNO-KHC) ging 1921 zunächst als Deutsche Gesellschaft der Hals-Nasen-Ohrenärzte aus dem Verein Deutscher Laryngologen und der Deutschen Otologischen Gesellschaft hervor. Seit 1968 führt sie den aktuellen Namen. Gegenwärtig hat die Gesellschaft über 5.000 Mitglieder. Ihr Ziel ist die Förderung wissenschaftlicher und praktischer Hals-Nasen-Ohrenheilkunde, Kopf- und Halschirurgie. Sie will zur Einheit des Fachgebietes und zur Weiter- und Fortbildung der Hals-Nasen-Ohrenheilkunde beitragen sowie die Verbindung zu medizinischen Nachbarfächern und ausländischen Fachgesellschaften vertiefen. Präsident der Gesellschaft ist Thomas K. Hoffmann aus Ulm, ihr Generalsekretär ist seit Mai 2018 Thomas Deitmer.

## Mitgliedschaften
Der Verein ist seit 1962 Mitglied der Arbeitsgemeinschaft der Wissenschaftlichen Medizinischen Fachgesellschaften (AWMF).

## Kongresse und Publikationen
Der Verein veranstaltet jährlich eine Jahresversammlung. Zudem erscheint viermal im Jahr die Zeitschrift HNO Informationen. Die Zeitschriften Laryngo-Rhino-Otologie (Thieme Verlag), HNO (Springer Verlag) sowie die European Archives of Oto-Rhino-Laryngology (Springer Verlag) sind Organe der Gesellschaft.

## Leitlinien zur Behandlung
Die Gesellschaft entwickelt zu Themen ihres Fachgebiets medizinische Leitlinien, die im Rahmen des AWMF-Leitlinienprogramms veröffentlicht werden.